# 尋範
尋範（じんぱん、寛治7年（1093年） - 承安4年4月9日（1174年5月11日））は、平安時代末期の僧侶。藤原師実の十七男。母は源師房の娘或いは藤原忠俊（藤原隆家の孫）の娘で同母弟に行玄がある。『尊卑分脈』には「尋覚」とも。

## 生涯
長寛2年（1164年）に興福寺別当、仁安2年（1167年）に僧正、永万元年（1165年）には南都の僧としては初めて六条天皇の護持僧に任ぜられる。摂家出身の高僧として、またその高潔な人柄もあって世の尊崇を集め、藤原忠通の子・信円や藤原頼長の子・範長が師事した。
政治的には当初頼長に近く、保元元年（1156年）の保元の乱においては頼長に加担したかどで所領を没官されている。
また興福寺大乗院第3世として内山永久寺を発展させたことでも知られ、世に内山大僧正と呼ばれた。死の前年に当たる承安3年（1173年）には多武峰の火災の責任を問われて解官され、その永久寺に退隠したと伝えられる。